# شون هولمان
شون هولمان (بالإنجليزية: Shawn Holman)‏ هو لاعب كرة قاعدة أمريكي، ولد في 19 نوفمبر 1964 في سيويكلي في الولايات المتحدة.

## وصلات خارجية
- شون هولمان على موقعبيزبول رفرنس.كوم (الدوري الرئيسي) (الإنجليزية)